# Polessisches Staatliches Radioökologisches Schutzgebiet

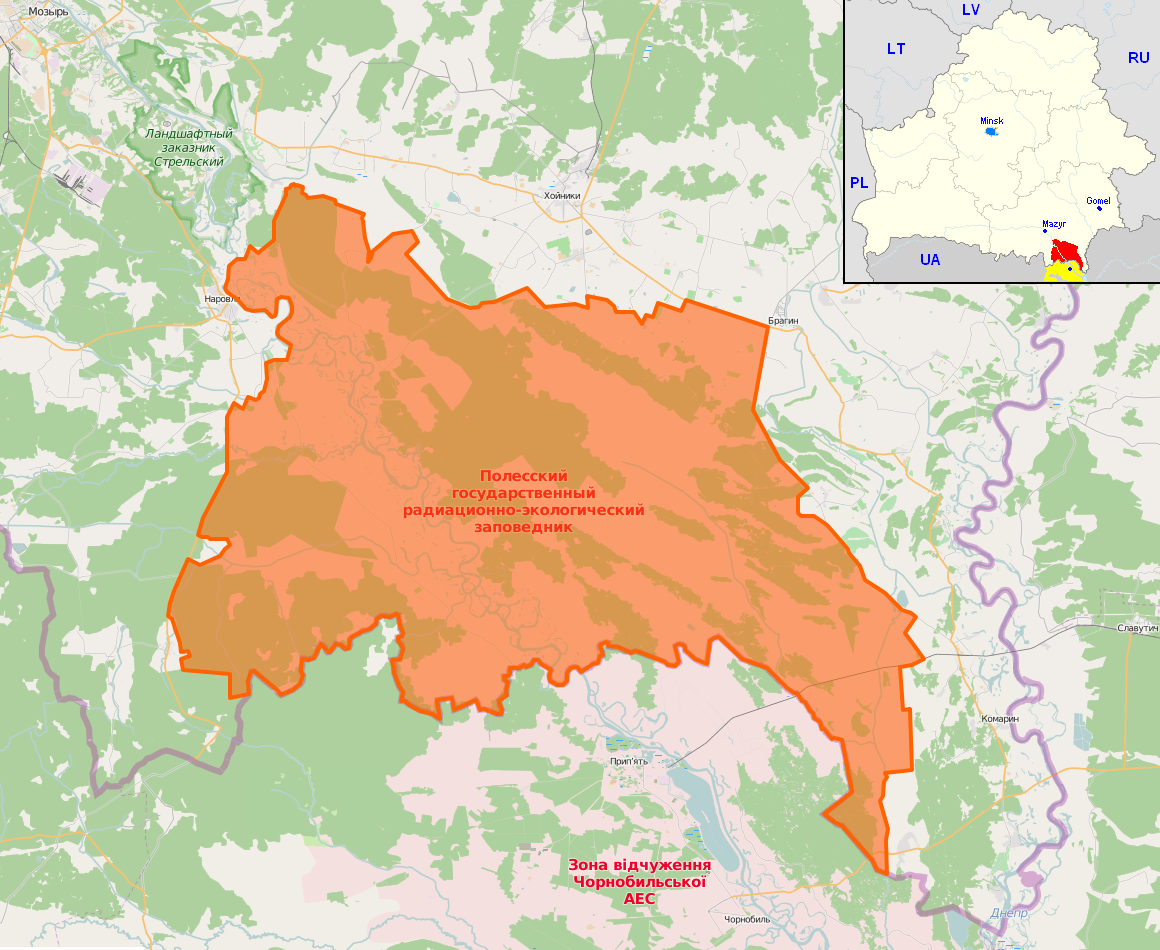
Fläche des Schutzgebietes auf Basis von OpenStreetMap. Die Karte in der oberen rechten Ecke zeigt die Lage innerhalb von Belarus (in rot) und die sich südlich auf ukrainischem Gebiet anschließende Sperrzone von Tschernobyl (in gelb).

Strahlenbelastung im Dreiländereck Ukraine, Belarus, Russland 1996 (Caesium-137)

Das Polessische Staatliche Radioökologische Schutzgebiet (belarussisch Палескі дзяржаўны радыяцыйна-экалагічны запаведнік, russisch Полесский государственный радиационно-экологический заповедник) ist ein Naturschutzgebiet im Süden von Belarus an der Grenze zur Ukraine in der historischen Region Polessien.
Nach der Nuklearkatastrophe von Tschernobyl wurde 1988 auf dem Territorium der damaligen Weißrussischen Sozialistischen Sowjetrepublik (BSSR) ein Schutzgebiet eingerichtet, das sich an die ukrainische Sperrzone von Tschernobyl anschloss. Der Sapowednik umfasst heute eine Fläche von 216.093 ha, er wird von der Stadt Chojniki aus verwaltet, die selbst stark belastet ist.
Etwa ein Drittel des radioaktiven Caesium-Fallouts (nach anderen Schätzungen mehr) betraf das heutige belarussische Schutzgebiet, das nur mit Sondergenehmigung betreten werden darf. 2019 wurden Teile des Sperrgebiets für Touristen freigegeben. Viele der hier vorkommenden Tier- und Pflanzenarten stehen auf der Roten Liste.
In Belarus gibt es weitere Sperrzonen, zum Beispiel im Rajon Wetka.

## Galerie

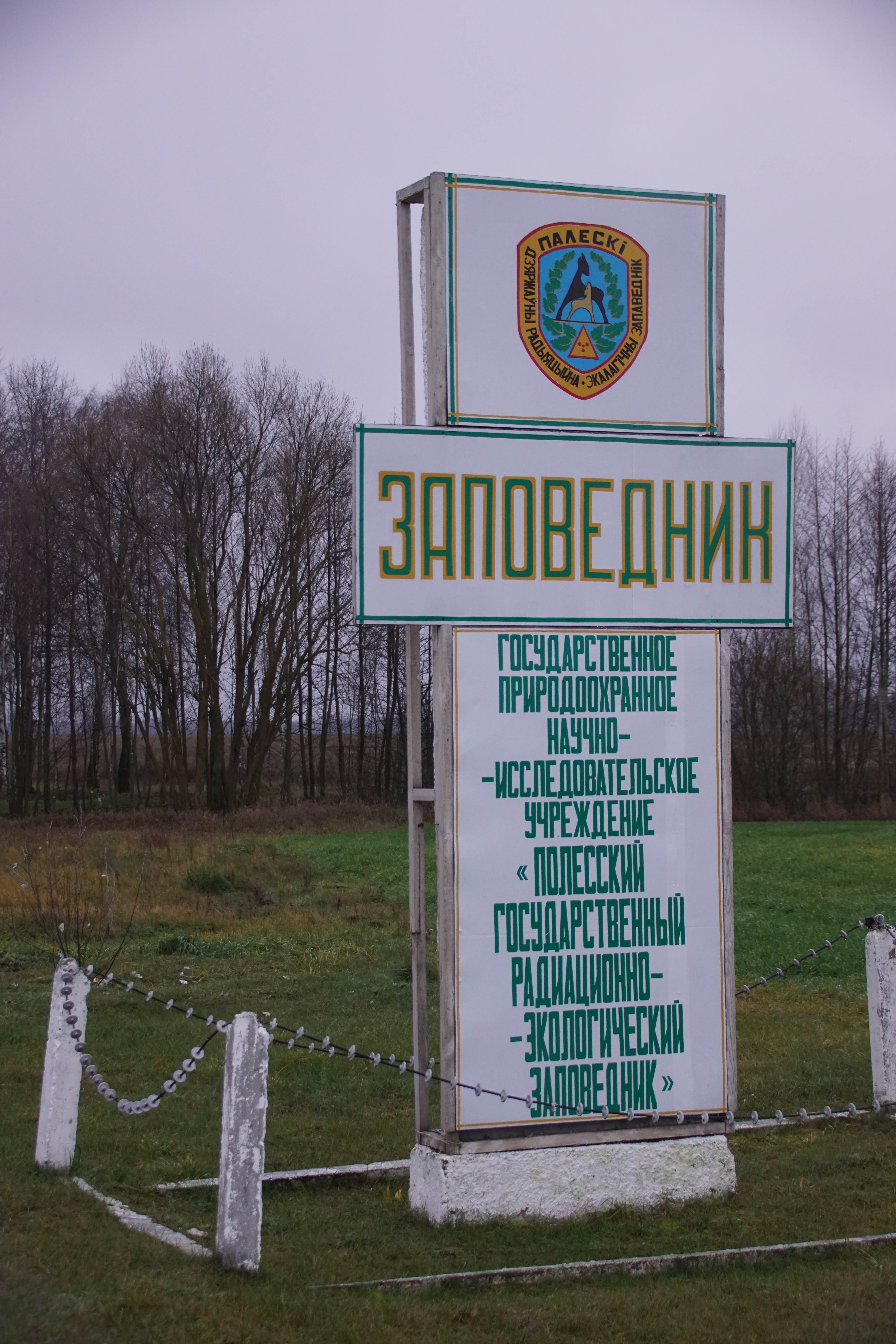
Einfahrt zum Sapowednik bei Babčin
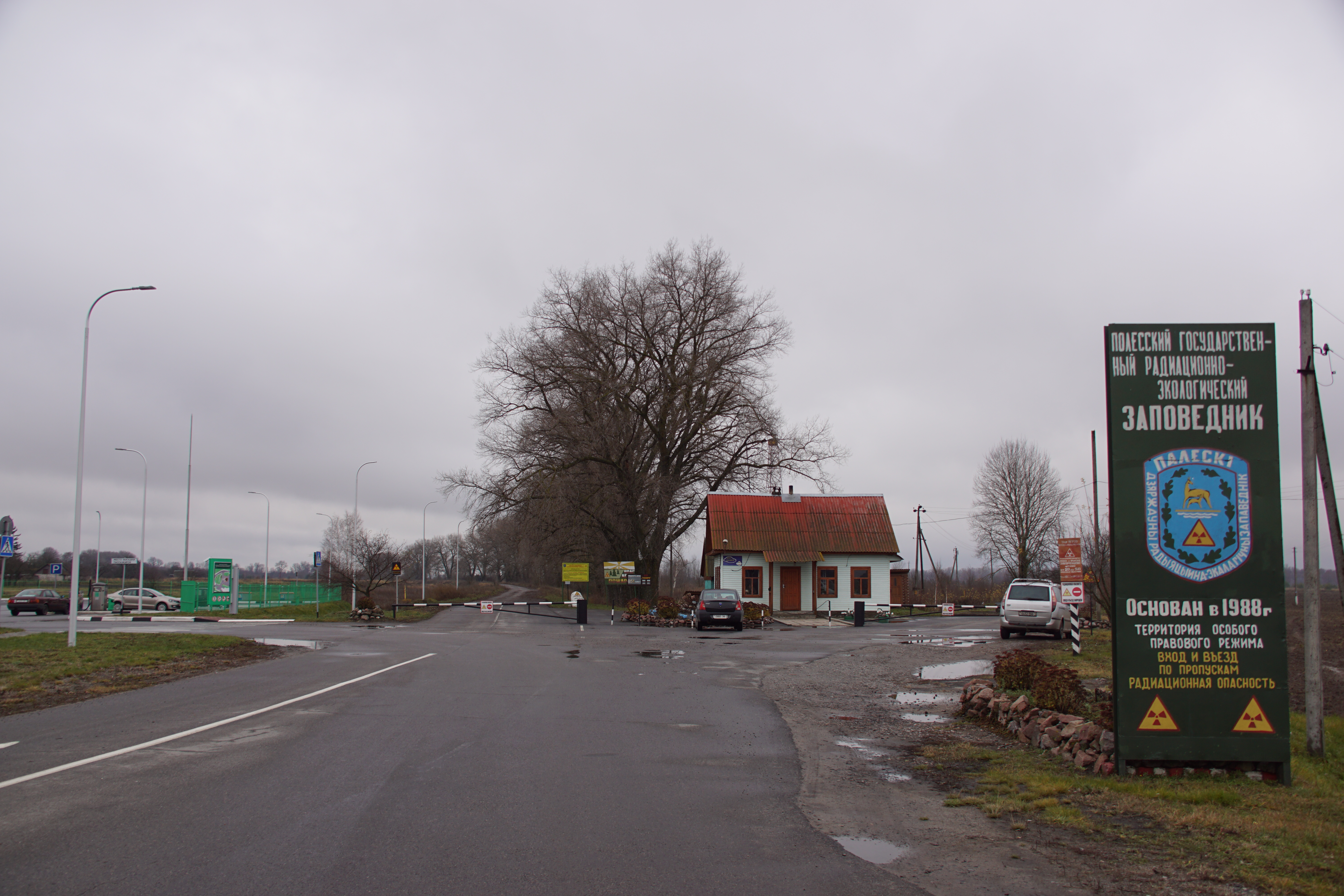
Kontrollposten Brahin
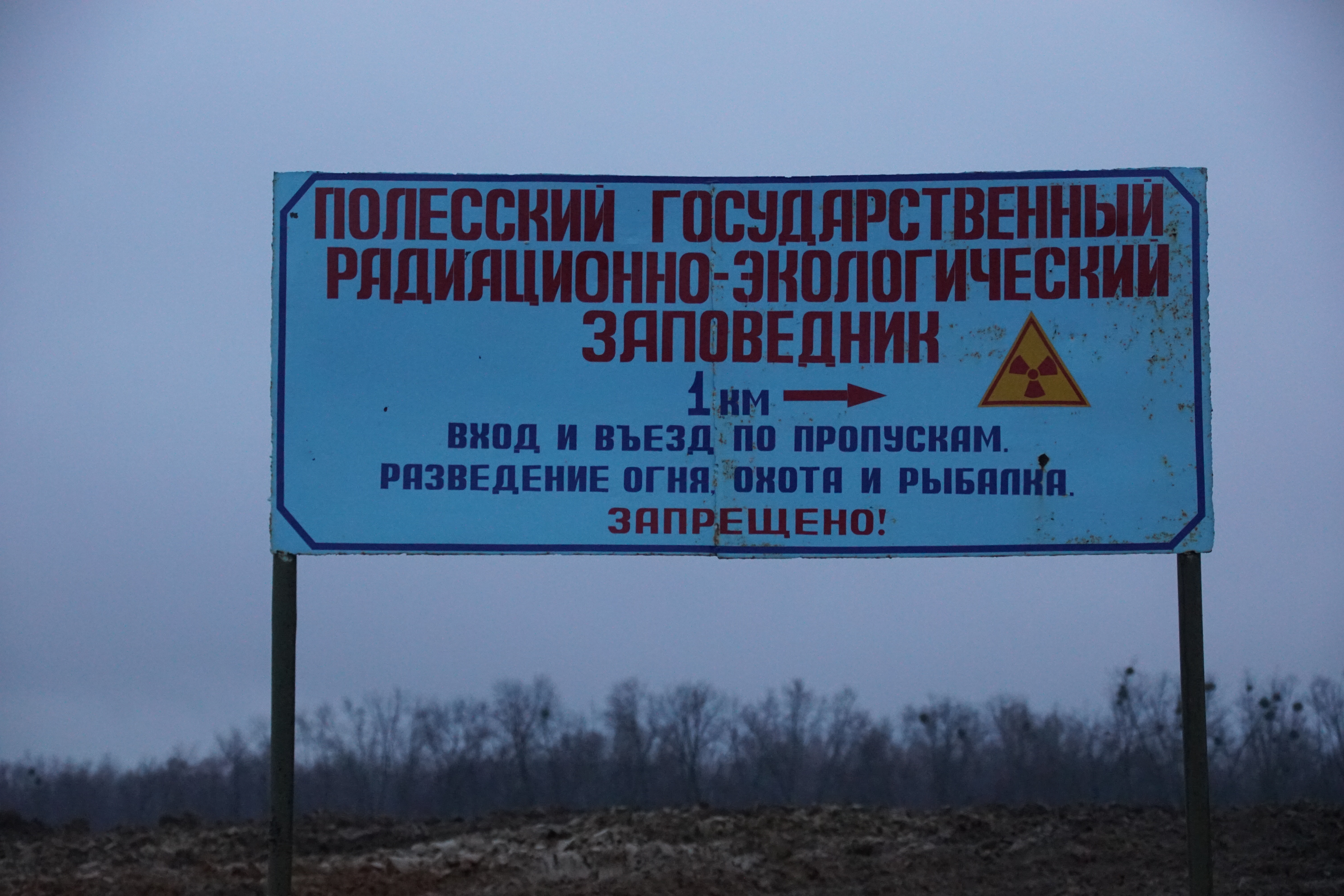
Hinweisschild auf das Schutzgebiet und dessen Verstrahlung; Durchfahrt ist nur mit Genehmigung möglich.